# Jerzy Wilk (1955–2021)

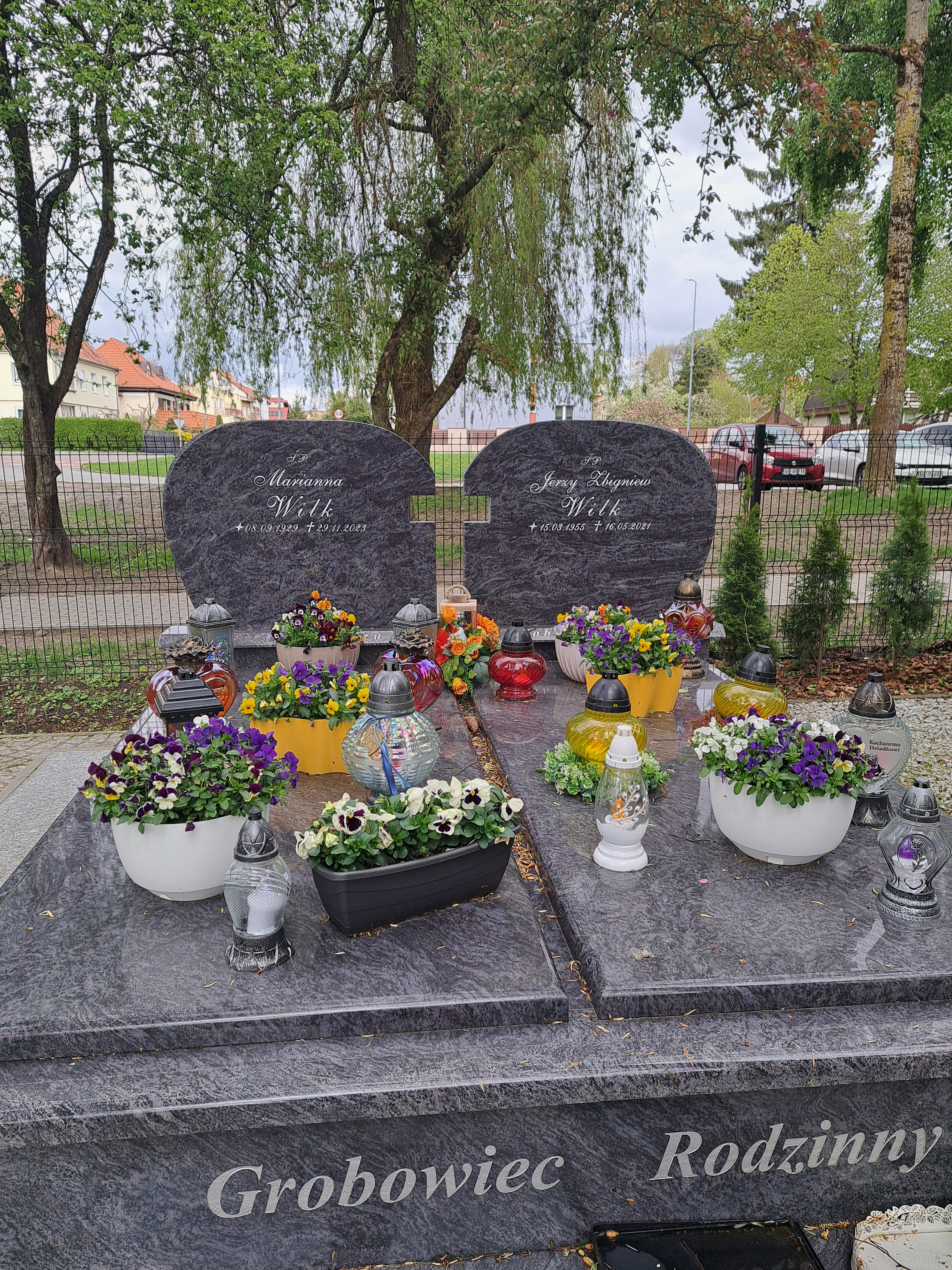
Grób Jerzego Wilka na cmentarzu komunalnym Agrykola (2024)

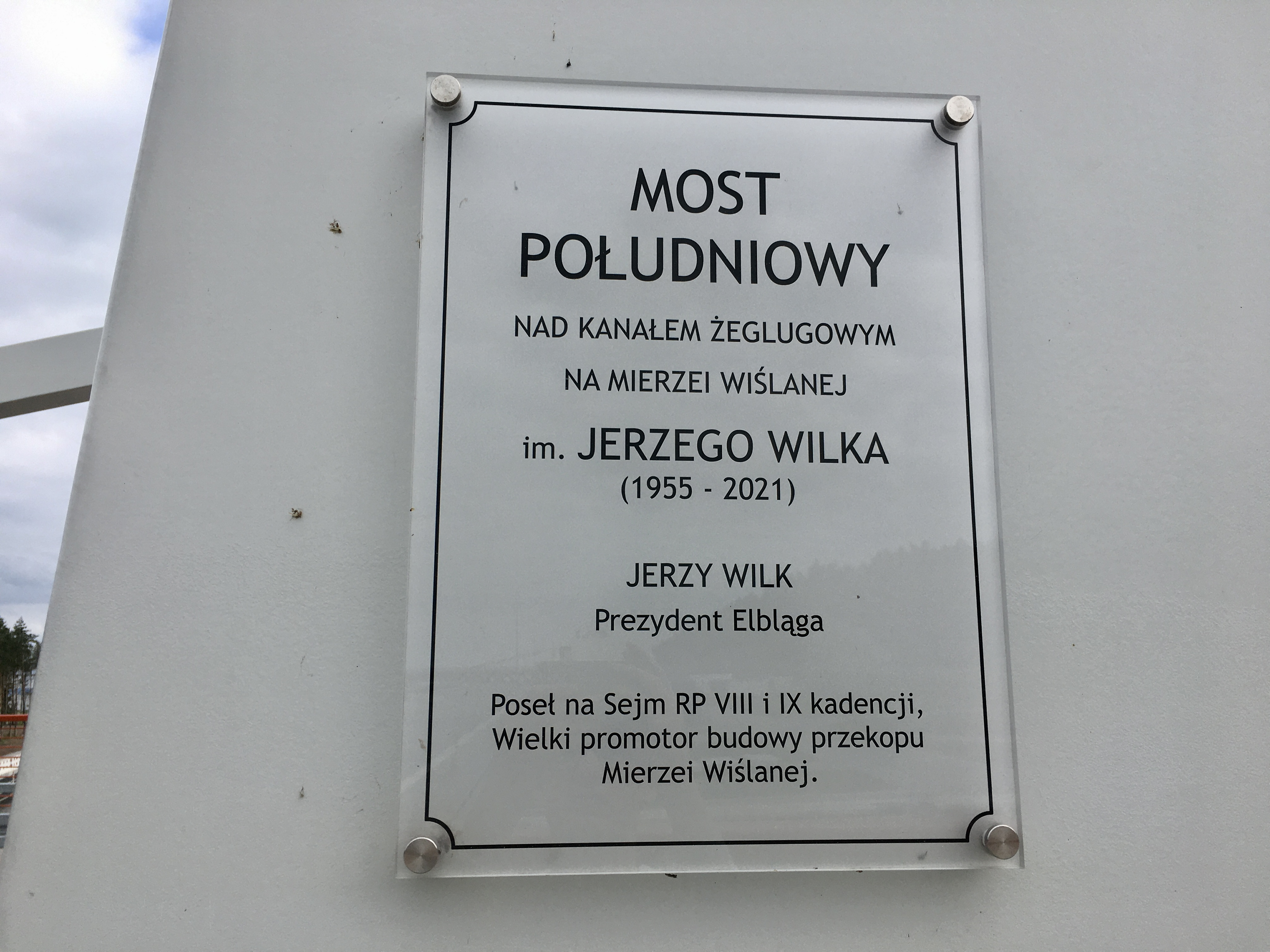
Tablica na moście Południowym na kanale żeglugowym na Mierzei Wiślanej nazwanym imieniem Jerzego Wilka

Jerzy Zbigniew Wilk (ur. 15 marca 1955 w Elblągu, zm. 16 maja 2021 tamże) – polski przedsiębiorca i samorządowiec, w latach 2013–2014 prezydent Elbląga, następnie do 2015 przewodniczący rady miejskiej w Elblągu, poseł na Sejm VIII i IX kadencji (2015–2021).

## Życiorys
Syn Tadeusza i Marianny. W 1975 został absolwentem Technikum Mechanicznego w Elblągu w dziedzinie budowy maszyn. Od 1988 do 1990 studiował na Wydziale Prawa i Administracji Uniwersytetu Gdańskiego, lecz studiów tych nie ukończył. W 1995 uzyskał uprawnienia lustracyjne w Krajowej Radzie Spółdzielczej. W 2002 ukończył Wyższą Szkołę Zarządzania i Przedsiębiorczości w Warszawie. Zawodowo związany z Elbląską Spółdzielnią Niewidomych „ELSIN”. Został m.in. prezesem Stowarzyszenia Rozwoju Ziemi Elbląskiej (od 1994) i członkiem założycielem Polskiej Organizacji Pracodawców Osób Niepełnosprawnych.
W 1980 wstąpił do NSZZ „Solidarność”, gdzie był wiceprzewodniczącym komisji zakładowej. Od 1991 do 1994 należał do Porozumienia Centrum, następnie zaś do Akcji Wyborczej Solidarność. W 2001 wstąpił do Prawa i Sprawiedliwości, w którym wszedł w skład zarządu regionalnego w Elblągu. W 2005 był szefem okręgowego sztabu wyborczego PiS w Elblągu w wyborach parlamentarnych i prezydenckich.
Wielokrotny radny Elbląga. M.in. szefował klubom radnych i komisjom rewizyjnym. W latach 2006–2013 był wiceprzewodniczącym Rady Miejskiej w Elblągu. W wyborach samorządowych w 2006 i 2010 bezskutecznie ubiegał się o urząd prezydenta Elbląga, uzyskując w obydwu mandat radnego miasta.
W 2013 został kandydatem PiS na prezydenta Elbląga w przedterminowych wyborach. W pierwszej turze uzyskał 11 282 głosy (31,79%), zajmując 1. miejsce spośród 10 kandydatów i przechodząc do drugiej tury wyborów, w której pokonał kandydatkę PO Elżbietę Gelert, uzyskując 17 266 głosów (51,74%). 12 lipca został zaprzysiężony na to stanowisko. W 2014 ubiegał się o reelekcję na stanowisko prezydenta Elbląga w wyborach samorządowych z ramienia PiS. W pierwszej turze uzyskał 37,25%, zajmując 1. miejsce spośród 7 kandydatów. W drugiej turze głosowania otrzymał 13 925 głosów (44,77%), przegrywając ze swoim konkurentem, kandydującym ze swojego komitetu i popieranym przez PO oraz PSL, Witoldem Wróblewskim. Wszedł natomiast ponownie do rady miejskiej. 5 grudnia 2014 zakończył urzędowanie na stanowisku prezydenta, tego samego dnia został wybrany na nowego przewodniczącego rady miejskiej.
W wyborach parlamentarnych w 2015 uzyskał z listy PiS mandat poselski, otrzymując 14 904 głosy.
W maju 2018 został nominowany kandydatem swojego ugrupowania na prezydenta Elbląga w wyborach samorządowych w tym samym roku. W pierwszej turze uzyskał 12 585 głosów (28,69%), zajmując 2. miejsce za urzędującym prezydentem Witoldem Wróblewskim. W drugiej turze głosowania otrzymał 10 776 głosów (27,99%), przegrywając ze swoim konkurentem.
W wyborach parlamentarnych w 2019 z powodzeniem ubiegał się o poselską reelekcję, otrzymując 18 620 głosów. W Sejmie IX kadencji zasiadał w Komisji Gospodarki Morskiej i Żeglugi Śródlądowej oraz Komisji Samorządu Terytorialnego i Polityki Regionalnej.

## Życie prywatne
Jerzy Wilk był żonaty z Teresą Wilk, z którą miał córkę Martę i syna Tomasza.
Zmarł 16 maja 2021 po długiej chorobie w Wojewódzkim Szpitalu Zespolonym w Elblągu. 19 maja 2021 Sejm IX kadencji uczcił jego pamięć minutą ciszy.
Uroczystości pogrzebowe o charakterze państwowym odbyły się 21 maja 2021 w katedrze św. Mikołaja w Elblągu pod przewodnictwem biskupa elbląskiego Jacka Jezierskiego. Jerzy Wilk został następnie pochowany w Alei Zasłużonych na cmentarzu komunalnym Agrykola w Elblągu. W uroczystościach wzięli udział m.in. premier Mateusz Morawiecki, wicepremier i prezes PiS Jarosław Kaczyński, wicemarszałek Sejmu Ryszard Terlecki, parlamentarzyści, marszałek województwa Gustaw Marek Brzezin oraz wojewoda Artur Chojecki.

## Odznaczenia i upamiętnienie
W 2001 odznaczony Srebrnym Krzyżem Zasługi. W 2015 otrzymał Krzyż Wolności i Solidarności. Pośmiertnie w 2021 odznaczony przez prezydenta Andrzeja Dudę Krzyżem Oficerskim Orderu Odrodzenia Polski.
W 2021 został patronem mostu Południowego na kanale przez Mierzeję Wiślaną.